# الكتلة البرلمانية لنواب الإخوان المسلمين في مصر (الدورة البرلمانية 2005 - 2010)
الكتلة البرلمانية لنواب الإخوان المسلمين في مصر هي تجمع يضم نواب الإخوان المسلمين في البرلمان المصري وعددهم في دورة 2005 هو 88 نائباً موزعون علي 20 محافظة ويمثللون خُمس مقاعد البرلمان كالتالي (حوالي 20%):

## محافظة القاهرة
1. جمال حنفي، دائرة عابدين (فئات).
2. يسري بيومي، دائرة مصر القديمة (عمال).
3. مجدي عاشور، دائرة النزهة والمرج بشرق القاهرة (عمال).
4. علي فتح الباب، دائرة التبين و15 مايو (عمال).
5. حازم فاروق على، دائرة الساحل (فئات).
6. محمود مجاهد، دائرة المطرية وعين شمس (عمال).
7. عصام مختار، دائرة مدينة نصر (عمال).
8. المحمدي عبد المقصود، دائرة حلوان (عمال).
9. عادل حامد، دائرة السيدة زينب (عمال).

## محافظة الإسكندرية
1. حمدي حسن، دائرة مينا البصل (فئات).
2. حسين محمد إبراهيم، دائرة مينا البصل (عمال). (نائب رئيس الكتلة)
3. محمود عطية، دائرة كرموز (فئات).
4. صبحي صالح، دائرة الرمل (فئات).
5. المحمدي سيد أحمد، دائرة الرمل (عمال).
6. صابر أبو الفتوح، دائرة باب شرق (عمال).
7. مصطفى محمد مصطفى، دائرة المنتزه (عمال).
8. أسامة جادو، دائرة غربال.

## محافظة الغربية
1. علي لبن، دائرة قطور (عمال).
2. يحيى المسيري، دائرة صفط تراب (فئات).
3. محمد مصطفى العدلي، دائرة بشبيش (عمال).
4. علم الدين السخاوي، دائرة بسيون (فئات).
5. الشيخ السيد عسكر، دائرة طنطا (عمال).
6. عادل البرماوي، دائرة محلة روح (فئات).
7. إبراهيم زكريا يونس، دائرة السنطة (فئات).
8. حسنين الشورة، دائرة كفر الزيات (عمال).
9. عبد الحليم هلال، دائرة سمنود (فئات).
10. سعد الحسيني، دائرة بندر المحلة (فئات).

## محافظة المنوفية
1. سعد حسين، دائرة البتانون (عمال).
2. عبد الفتاح عيد، دائرة منوف والسادات (فئات).
3. رجب أبو زيد، دائرة بندر شبين الكوم (فئات).
4. أشرف بدر الدين، دائرة أشمون (فئات).
5. ياسر حمود، دائرة إسطنها (فئات).
6. عيسى عبد الغفار، دائرة قويسنا (عمال).
7. يسري تعيلب، دائرة الشهداء (عمال)
8. علي إسماعيل، دائرة الشهداء (فئات).
9. صبري عامر، دائرة بركة السبع (فئات).

## محافظة القليوبية
1. عبد الفتاح حسن محمود، دائرة شبين القناطر (فئات).
2. عبد الله عليوة، دائرة الخانكة (عمال).
3. تيمور عبد الغني، دائرة كفر شكر (فئات).
4. جمال شحاتة، دائرة شبرا الخيمة 2 (عمال).
5. أحمد محمود دياب دائرة قليوب (فئات). (الأمين العام للكتلة)
6. محسن راضي، دائرة بنها (فئات).
7. محمد البلتاجي، دائرة قسم أول شبرا الخيمة (فئات). (الأمين العام المساعد الكتلة)

## محافظة البحيرة
1. رجب عميش، دائرة أبو حمص (فئات).
2. محمد الجزار، دائرة إيتاي البارود (فئات).
3. أحمد أبو بركة، دائرة كوم حمادة (فئات).
4. زكريا الجنايني، دائرة كفر الدوار (فئات).
5. عبد الحميد زغلول، دائرة إدكو ورشيد (عمال).
6. عبد الوهاب الديب، دائرة أبو المطامير (عمال).
7. محمد حمدى الطحان ( دائره كوم حماده ) - عمال

## محافظة المنيا
1. بهاء الدين عطية، دائرة ملوي (عمال).
2. محمد عبد العظيم، دائرة العدوة (عمال).
3. محمد سعد الكتاتني، دائرة بندر المنيا (فئات). (رئيس الكتلة البرلمانية للإخوان المسلمين)
4. إبراهيم زانون، دائرة مغاغة (فئات).
5. ثروت عبد الفتاح، دائرة مطاي (فئات).
6. موسى غنوم، دائرة بني مزار (فئات).

## محافظة الجيزة
1. عزب مصطفى، دائرة بندر الجيزة (عمال).
2. أحمد عبده شابون، دائرة مزغونة بالجيزة (عمال).
3. جمال قرني، دائرة الحوامدية (فئات).
4. محمود عامر، دائرة أوسيم (فئات).

## محافظة بني سويف
1. عبد العظيم الشرقاوي، دائرة مركز ناصر (فئات).
2. عبد اللطيف قطب، دائرة ببا
3. حمدي زهران، دائرة مركز بني سويف (فئات).
4. محمد شاكر الديب، دائرة الواسطى (فئات).

## محافظة الإسماعيلية
1. صبري خلف الله، دائرة قسم أول الإسماعيلية (فئات).
2. حمدي محمد إسماعيل، دائرة التل الكبير (فئات).
3. إبراهيم الجعفري، دائرة القنطرة غرب (فئات).

## محافظة الدقهلية
1. محمد عبد الباقي إسماعيل، دائرة طلخا (فئات).
2. م/إبراهيم أبو عوف، دائرة منية النصر (فئات).
3. طارق قطب، دائرة مركز المنصورة (عمال).

## محافظة الشرقية
1. الشيخ ماهر عقل، دائرة كفر صقر(فئات).
2. مؤمن زعرور، دائرة التلين (عمال).
3. فريد إسماعيل، دائرة فاقوس (فئات).

## محافظة سوهاج
1. محمد يوسف محمود شحاتة، دائرة طهطا (عمال).
2. محمد عبد الرحمن السيد، دائرة مراغة (فئات).
3. مختار البيه، دائرة بندر سوهاج.

## محافظة الفيوم
1. كمال الدين نور الدين، دائرة بندر الفيوم (عمال)
2. مصطفى علي عوض الله، دائرة بندر الفيوم (فئات).
3. حسن يوسف، دائرة يوسف الصديق (فئات).

## محافظة أسيوط
1. محمود حلمي، دائرة القوصية (عمال).
2. عبد العزيز خلف، دائرة الفتح (فئات).

## محافظة كفر الشيخ
1. محمد فضل، دائرة فوَّه ومطوبس (فئات).
2. محمد شاكر إبراهيم سنار، دائرة الرياض (فئات).

## محافظة بور سعيد
1. أحمد الخولاني، دائرة الشرق وبورفؤاد (فئات).
2. أكرم الشاعر، دائرة العرب والضواحي (فئات).

## محافظة السويس
1. عباس عبد العزيز، دائرة الأربعين (فئات).
2. سعد خليفة، دائرة سوهاج أول (فئات).

## محافظة قنا
1. هشام القاضي، دائرة قوص (عمال).

## محافظة دمياط
1. محمد عبد الحميد كسبة، دائرة فارسكور (عمال).

## وصلات خارجية
- الموقع الرسمي لكتلة نواب الإخوان المسلمين
- قائمة بمرشحو الإخوان في انتخابات مجلس الشعب 2005 وسيرهم الذاتية، إخوان أون لاين
- أخبار الكتلة: نشرة غير دورية ترصد نشاط نواب الإخوان داخل البرلمان المصري ولجانه، إخوان أون لاين
- قراءة في الجوانب الاقتصادية: الأداء البرلماني لنواب الإخوان المسلمين في مصر، إسلام أون لاين، 3 يوليو 2008